# Bridget en Jerome Dobson
Bridget en Jerome Dobson waren de Amerikaanse bedenkers, schrijvers en uitvoerende producenten van de soapserie Santa Barbara (1984-1993). 
Bridget leerde het vak van haar ouders, Frank en Doris Hursley - de bedenkers van de soapserie General Hospital - en studeerde onder meer aan de Harvard-universiteit. Jerome had geen connectie met de soapwereld totdat hij in 1961 met Bridget trouwde. Tot die tijd werkte hij voor een bedrijf dat walnoten verkocht. "Ik leerde het schrijven van soaps door over de schouder van mijn vrouw te kijken", beweerde hij in de jaren 80.
De twee Dobsons hadden 27 jaar voor soaps als General Hospital, Guiding Light en As the World Turns geschreven toen de televisiezender NBC hun aanbood een eigen serie te bedenken. Op dat moment woonden de Dobsons in het echte Santa Barbara, dat ze beschreven als "een exotische plek met exotische mensen".
In 1987 brak echter de hel los toen Bridget niet meer in de studio mocht komen. Er waren strubbelingen geweest over verhaallijnen en een aanklacht was het gevolg. Pas na vier jaar kwam het tot een schikking tussen NBC en de Dobsons. De Dobsons keerden terug als schrijvers in 1991, maar bleven maar een jaar. Een pikant detail is dat toen de serie in 1988 een Emmy Award won, Bridget Dobson het podium oprende om de prijs in ontvangst te nemen. Ze was net iets eerder op het podium dan de nieuwe producent, Jill Farren Phelps.